# Isidro Nozal
Isidro Nozal Vega (Barakaldo, 18 ottobre 1977) è un ex ciclista su strada spagnolo, professionista dal 1999 al 2009 e secondo classificato alla Vuelta a España 2003.

## Carriera
Passa professionista nel 1999 con la ONCE-Deutsche Bank, squadra diretta da Manolo Saiz. Dopo due vittorie in piccole corse nel 2002, si impone all'attenzione del grande pubblico durante la Vuelta a España 2003, vincendo due tappe e vestendo la maglia oro di leader della classifica generale per 16 giorni. Terminerà la corsa al secondo posto con un distacco di 28" da Roberto Heras, capitano della US Postal Service.
Per la stagione seguente la squadra di Saiz, rinominata Liberty Seguros, ingaggia Heras; Nozal ne diventa quindi gregario, contribuendo al successo di Heras nella Vuelta a España 2004 e concludendo lui stesso al settimo posto. Nel giugno 2005, appena prima del Giro del Delfinato, gli viene riscontrato un valore di ematocrito troppo alto (52 contro il 50 massimo): la Liberty lo sospende temporaneamente, reintegrandolo in squadra poco dopo.
Nel maggio 2006 scoppia lo scandalo dell'Operación Puerto, e la Liberty Seguros abbandona la sponsorizzazione. Il team, divenuto Astana grazie all'apporto di capitale da parte del governo kazako, non viene ammesso al Tour de France di luglio; nello stesso mese Nozal, assieme ad altri quattro compagni, viene scagionato dalle autorità spagnole e dichiarato estraneo alla vicenda. Al termine della stagione il basco lascia comunque il team e il 31 dicembre firma un contratto annuale per la Karpin-Galicia, squadra del circuito Continental Professional.
Scaduto il contratto, nel 2008 si accasa alla Liberty Seguros Continental, ex LA Aluminios, piccola squadra portoghese con cui non ottiene vittorie. Il 18 settembre 2009 viene resa pubblica la sua positività al CERA nel Giro del Portogallo, al pari dei suoi compagni di squadra Héctor Guerra e Nuno Ribeiro, risultati confermati il 21 ottobre dalle controanalisi. Ne consegue l'immediata sospensione dei tre da parte dell'UCI. Nozal conclude quell'anno la carriera professionistica.

## Palmarès
- 2002

3ª tappa Clásica de Alcobendas
3ª tappa Vuelta a Burgos
- 2003

6ª tappa Vuelta a España
13ª tappa Vuelta a España

### Altri successi
- 2003 (ONCE-Eroski)

1ª tappa Vuelta a España (Gijón > Gijón, cronosquadre)

## Piazzamenti

### Grandi Giri
- Giro d'Italia

2001: 68º
- Tour de France

2002: 38º
2003: 72º
2004: 73º
- Vuelta a España

2003: 2º
2004: 7º
2005: ritirato (10ª tappa)